# Catalunya en Comú
Catalunya en Comú (in italiano: Catalogna in comune, abbreviato: CatComú), precedentemente Un País en Comú (in italiano: Un paese in comune) e collettivamente soprannominato Els Comuns (in italiano: I comuni), è un partito politico catalano di sinistra non indipendentista succeduto alle alleanze elettorali della Catalunya Sí que es Pot e En Comú Podem. La fondazione del partito è stata sostenuta da Iniziativa per la Catalogna Verdi, Sinistra Unita e Alternativa, Barcelona en Comú ed Equo.
Il primo manifesto è stato presentato il 19 dicembre 2016 e il suo primo evento pubblico si è tenuto a Barcellona il 29 gennaio 2017. Il suo portavoce è il portavoce di En Comú Podem al Congresso dei Deputati, Xavier Domenech, con il nuovo partito sponsorizzato dal sindaco di Barcellona Ada Colau.
È stato proposto che il nome definitivo sia Catalunya en Comú, En Comú Podem, En Comú o Comuns. Alla fine, il nome scelto è stato Catalunya en Comú. Ha partecipato alle elezioni regionali catalane del 2017 sotto l'etichetta Catalunya en Comú-Podem, in coalizione con Podemos.
Nel maggio 2021 entra a far parte del Partito Verde Europeo.
Il partito sostiene e partecipa al governo Sánchez III nella persona di Ernest Urtasun, ministro spagnolo della cultura.